# آلتا ویستا پارک (کالیفرنیا)
آلتا ویستا پارک (به انگلیسی: Alta Vista Park) یک منطقهٔ مسکونی در ایالات متحده آمریکا است که در کالیفرنیا واقع شده‌است. آلتا ویستا پارک ۸۰۲ متر بالاتر از سطح دریا قرار دارد.